# Athanasio Celia

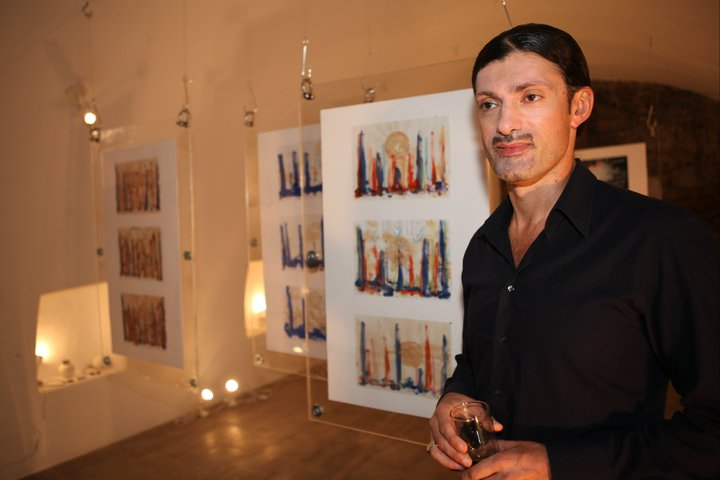

Athanasio Celia (también Athanasios o Athanassios Celia) es pintor, autor y experto en arte. Él es el fundador de "Verticalismus". Por ese término él definió la teoría de sus obras de arte que son dominadas por las líneas verticales. La primera subasta grande de su arte ocurrió en Alemania en 1995.
Athanasio Celia se hizo internacionalmente conocido en 2007 por su papel clave en el regreso de uno de los tesoros antiguos más valiosos - una corona griega de oro (400 aC) - del Museo J. Paul Getty a Grecia. Durante un vernissage de sus obras de arte, en una galería en Munich en 1992, entró en contacto con la corona de oro y las personas que quisieron vender el objeto, y les dio los nombres de los compradores potenciales. Cuando más tarde se enteró de que el objeto había sido excavado ilegalmente, informó a las autoridades alemanas y, años más tarde, entregó al Estado griego las fotos que le habían entregado los contrabandistas, para permitir el regreso del objeto. Un documental premiado sobre el tema ha sido transmitido en varios países.
Como experto en arte Athanasio Celia se hizo mundialmente conocido por la evaluación arte saqueado por el nazis. En dos casos fue primero un cuaderno que Athanasio Celia había atribuido al pintor holandés Vincent van Gogh,  y algunos meses más tarde una pintura al óleo que él también había atribuido a Vincent van Gogh.

## Publicaciones
- "Ω - ο Λόγος", publicado por EPOS 2006, griego, ISBN 9789609225304 (versión original)
  - "Der Logos - Der Gottes Beweis", publicado por Traugott Bautz Verlag 2015,  alemán , ISBN 978-3-88309-968-2 (traducción)
- Prefacio para Diodora Doreta Peppa:"The Notebook of Vincent", Concept Maniax Publications / Epos Editions 2008, inglés, ISBN 978-9609806121
- "God's letters", publicado por Athanasios Seliachas 2018, inglés, ISBN 978-9609225311